# Kit Carson and the Mountain Men
Kit Carson and the Mountain Men è un film per la televisione del 1977 prodotto dalla Walt Disney Productions. Originariamente andò in onda sulla NBC come episodio in due parti di The Wonderful World of Disney il 9 gennaio e il 16 gennaio 1977.

## Trama
Il leggendario uomo di frontiera ed eroe dei libri tascabili dell'adolescenza unisce le forze con il capitano John Fremont come capo scout in una spedizione segreta in Messico. Il disobbediente Randy cerca di ricongiungersi ai suoi amici, ma riesce solo a metterli tutti in pericolo.

## Personaggi e interpreti
| Christopher Connelly | Kit Carson               |
| Robert Reed          | Capt. John C. Fremont    |
| Gary Lockwood        | Bret Haskell             |
| Ike Eisenmann        | Randy Benton             |
| Émile Genest         | Basil LeJeunesse         |
| Richard Jaeckel      | Ed Kern                  |
| Valentin de Vargas   | Tibor (as Val de Vargas) |
| Joaquín Martínez     | Renni                    |
| Nick Ramus           | Tioga                    |
| Ruben Moreno         | Martinez                 |
| Gregg Palmer         | Jim Bridger              |
| Dub Taylor           | Stableman                |
| Geoff Parks          | Jud                      |
| John C. Flinn III    | Toby (as John Flinn)     |
| Rodolfo Hoyos Jr.    | Gen. Armijo              |